# Yrjö Nikkanen
Jouko Yrjö Nikkanen (Kanneljärvi, 31 dicembre 1914 – Suoniemi, 18 novembre 1985) è stato un giavellottista finlandese.

## Biografia
Nel 1936 prese parte ai Giochi olimpici di Berlino conquistando la medaglia d'argento. Vinse anche due medaglie d'argento ai campionati europei di atletica leggera di Parigi 1938 e Oslo 1946.

## Palmarès
| Anno | Manifestazione  | Sede    | Evento                 | Risultato | Prestazione | Note |
| ---- | --------------- | ------- | ---------------------- | --------- | ----------- | ---- |
| 1936 | Giochi olimpici | Berlino | Lancio del giavellotto | Argento   | 70,77 m     |      |
| 1938 | Europei         | Parigi  | Lancio del giavellotto | Argento   | 75,00 m     |      |
| 1946 | Europei         | Oslo    | Lancio del giavellotto | Argento   | 67,50 m     |      |